# Parafia Matki Bożej Królowej Polski w Kaliszu Pomorskim
Parafia pw. Matki Bożej Królowej Polski w Kaliszu Pomorskim – rzymskokatolicka parafia należąca do dekanatu Mirosławiec, diecezji koszalińsko-kołobrzeskiej, metropolii szczecińsko-kamieńskiej. Została utworzona w 1951 roku. Siedziba parafii mieści się przy ulicy Krzywoustego.

## Miejsca kultu

### Kościół parafialny
Kościół pw. Matki Bożej Królowej Polski w Kaliszu Pomorskim – zbudowany w 1771, poświęcony 1945. 

### Kościoły filialne
- Kościół św. Izydora w Białym Zdroju
- Kościół św. Piotra i Pawła w Dębsku
- Kościół Matki Bożej Królowej Polski w Giżynie
- Kościół Miłosierdzia Bożego w Pomierzynie
- Kościół św. Stanisława Biskupa i Męczennika w Poźrzadle Wielkim
- Kościół Zmartwychwstania Pańskiego w Suchowie